# Người Colombia gốc Phi
Người Colombia gốc Phi là công dân Colombia gốc châu Phi. Colombia có dân số châu Phi da đen lớn thứ tư ở bán cầu Tây, sau Brasil, Haiti và Hoa Kỳ.

## Lịch sử

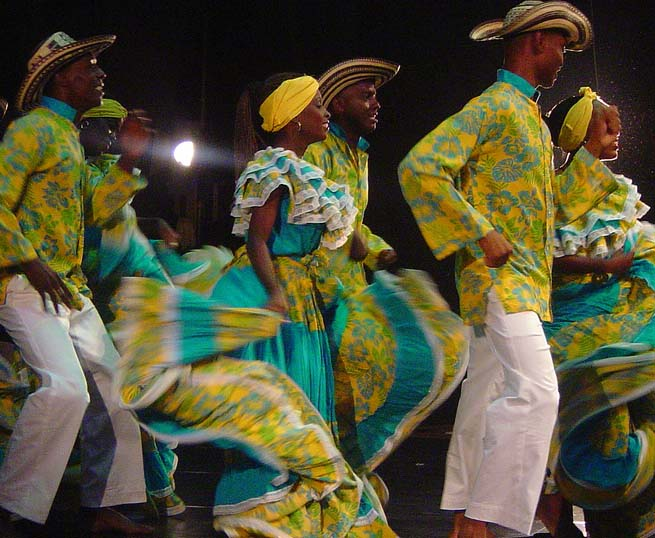
"Festa in Palenque" điệu nhảy truyền thống của người Colombia gốc Phi ở San Basilio de Palenque là một vùng đất cũ của những nô lệ trốn thoát và hiện được UNESCO coi là một tác phẩm giải thưởng của di sản phi vật thể và phi vật thể.

Sự hiện diện của người da đen châu Phi ở Colombia bắt nguồn từ thời thuộc địa. Đen Phi bắt đầu được nhập khẩu như nô lệ bởi những người Tây Ban Nha trong thập niên đầu của thế kỷ thứ mười sáu. Vào những năm 1520, người da đen đã được nhập khẩu để thay thế ở Colombia sự suy giảm ổn định của dân số người Mỹ bản địa. Người da đen bị buộc phải làm việc bằng vàng, các đồn điền của mía, trại chăn nuôi gia súc và bất động sản lớn.
Công nhân da đen châu Phi rất cần thiết ở tất cả các vùng của Colombia, ngay cả trong thời hiện đại. Công nhân da đen là những người tiên phong trong việc khai thác vàng từ trầm tích phù sa và trồng mía ở các khu vực tương ứng ngày nay tại các bộ phận của Chocó, Antioquia, Cauca, Valle del Cauca và Nariño ở miền tây Colombia.
Ở phía đông Colombia, gần các thị trấn Vélez, Cúcuta, Socorro và Tunja, người châu Phi sản xuất vải trong các nhà máy thương mại. Các mỏ ngọc lục bảo, bên ngoài Bogotá, hoàn toàn phụ thuộc vào Công nhân Châu Phi. Ngoài ra, các lĩnh vực khác của nền kinh tế Colombia như thuốc lá, bông, thủ công mỹ nghệ và công việc nội địa sẽ là không thể nếu không có công nhân da đen. Chế độ nô lệ ở Colombia cũng bất công và tàn nhẫn như những nơi khác ở châu Mỹ. Trong thời kỳ trước khi bãi bỏ xã hội Colombia, nhiều nô lệ người Colombia đã chiến đấu vì tự do ngay khi họ tới Colombia. Tất nhiên, có những người da đen châu Phi mạnh mẽ và tự do trong các thị trấn được gọi là palenques, nơi người da đen có thể sống như cimarrones, nghĩa là, người đã trốn thoát những kẻ áp bức họ.
Một số nhà sử học cho rằng Chocó là một Palenque vĩ đại, với dân số khổng lồ của cimarrones, đặc biệt là ở các khu vực của sông Baudó. Nhiều nhà lãnh đạo Cimarron nổi tiếng như Benkos Biojo và Barule đã chiến đấu vì tự do. Người da đen đóng vai trò quan trọng trong cuộc đấu tranh giành độc lập chống lại Tây Ban Nha. Các nhà sử học lưu ý rằng ba trong số năm binh sĩ trong quân đội của Simón Bolívar là người châu Phi. Không chỉ vậy, người Colombia gốc Phi còn tham gia vào tất cả các cấp độ của đời sống chính trị và quân sự.

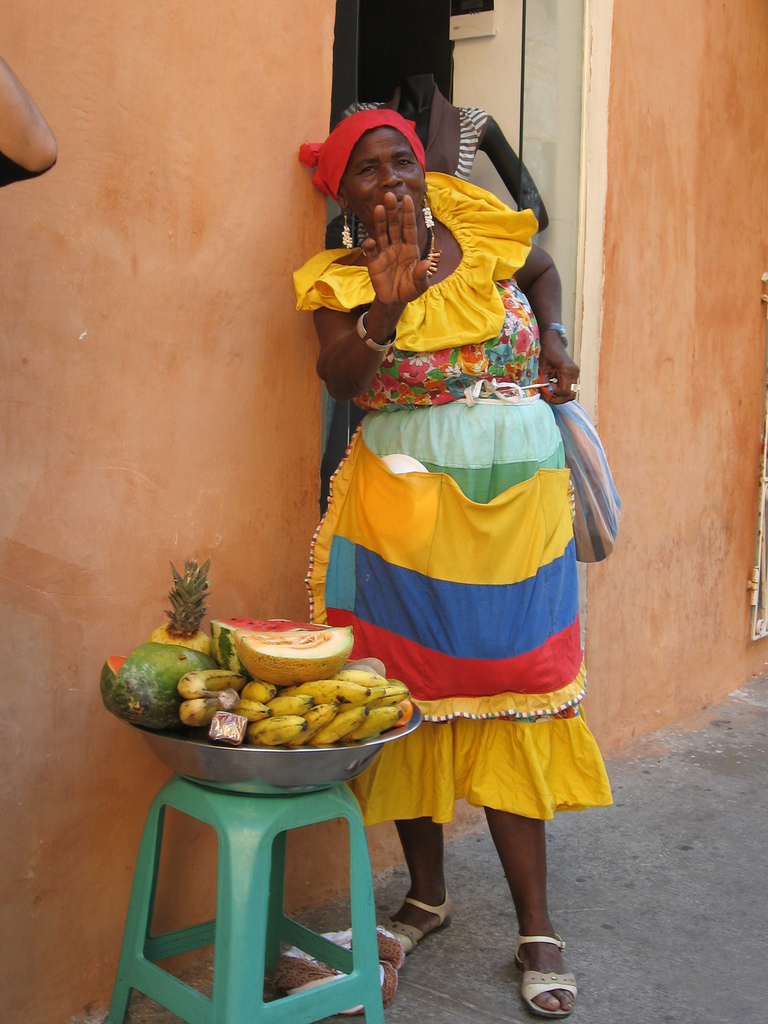
Người bán trái cây gốc Phi ở Cartagena de Indias, Colombia.

Từ năm 1851, nhà nước Colombia đã thúc đẩy hệ tư tưởng vượt biên, hoặc phát triển sai. Việc làm trắng dân số châu Phi da đen này là một nỗ lực của chính phủ Colombia nhằm giảm thiểu hoặc, nếu có thể, loại bỏ hoàn toàn bất kỳ dấu tích nào của người da đen gốc Phi hoặc người gốc Ấn trong số người Tây Ban Nha. Do đó, để duy trì truyền thống văn hóa của họ, nhiều người da đen và người bản địa bị cô lập đã thâm nhập sâu vào rừng rậm. Người Colombia và người bản địa đã và đang tiếp tục là mục tiêu của các diễn viên vũ trang muốn chuyển họ đến vùng đất của họ từ các đồn điền mía, đồn điền cà phê và trồng chuối để khai thác và khai thác gỗ, v.v. về phía trước. Năm 1945, bộ phận của El Chocóđã được tạo ra; Đây là bộ phận chính trị - hành chính chủ yếu màu đen đầu tiên. El Chocó đã cho người da đen khả năng xây dựng một bản sắc lãnh thổ đen và một số quyền quyết định tự trị. Tuy nhiên, những người rất quyền lực trong chính phủ quốc gia đã quyết tâm chứng kiến sự phá hủy của đơn vị hành chính - chính trị mới. Do đó, El Chocó không được chính phủ quốc gia chú ý nhiều, và thay vào đó được đặc trưng bởi một mô hình di dời và khai thác tài nguyên thiên nhiên liên tục, vẫn tiếp tục cho đến ngày nay.

## Nhân khẩu

Dân số người Colombia gốc Phi tập trung ở vùng ven biển
72,7%–100%
45%–72,6%
20,4%–44,9%
5,8%–20,3%
0%–5,7%
Không có dữ liệu

Trong những năm 1970, có một dòng người Người Colombia gốc Phi từ nông thôn đến thành thị tìm kiếm các cơ hội kinh tế và xã hội lớn hơn. Điều này đã dẫn đến sự gia tăng số lượng các khu vực cận biên nghèo của các thành phố lớn, như Cali, Medellin và Bogota. Khoảng 75% người Colombia gốc Phi (3,7 triệu người) hiện đang sống ở các thành phố. Năm 1991, Hiến pháp Colombia đã trao cho họ quyền sở hữu tập thể đối với vùng đất ven biển Thái Bình Dương và phê chuẩn các biện pháp đặc biệt để phát triển văn hóa. Các nhà phê bình cho rằng những biện pháp này là không đủ.
Người Colombia gốc Phi chiếm 5 triệu người hoặc 10,6% dân số của đất nước, hầu hết trong số họ tập trung ở bờ biển phía tây bắc của Caribbean và Thái Bình Dương. Trong đô thị thủ đô Choco thị trấn Quibdo, dân Người Colombia gốc Phi chiếm 95,3% tổng dân số của thành phố.
Người Colombia gốc Phi vẫn có thể gặp phải sự phân biệt chủng tộc do những định kiến còn sót lại từ thời thuộc địa. Chúng hiếm khi được tìm thấy ở các vị trí dịch vụ công cộng hàng đầu. Người Người Colombia gốc Phi đóng vai trò thúc đẩy sự phát triển các khía cạnh khác nhau của văn hóa Colombia. Nhiều thể loại âm nhạc của Colombia, như Cumbia và Vallenato, có nguồn gốc châu Phi. Một số người Colombia gốc Phi, như Maria Isabel Urrutia, đại diện cho Colombia trong các cuộc thi thể thao quốc tế.

## Người Raizal
Nhóm dân tộc Raizal là một nhóm người Người Caribe gốc Phi sống ở Archipelago của San Andrés, Providencia và Santa Catalina, nói tiếng San Andrés-Providencia Creole.

## Người Colombia gốc Phi nổi tiếng
- Óscar Figueroa
- Caterine Ibargüen
- Vanessa Mendoza
- Piedad Córdoba
- Juan Cuadrado
- Yerry Mina
- María Isabel Urrutia
- Davinson Sánchez
- Carlos Valderrama
- Andrea Tovar
- Paula Marcela Moreno Zapata